# Maria Luiza Pompeu
Maria Luiza Pompeu de Camargo  (Campinas, 9 de fevereiro de 1883 — Campinas, 26 de agosto de 1966) foi uma pintora e professora brasileira, bastante atuante na cena artística paulista e carioca na primeira metade do século XX.

## Biografia

### Vida famíliar
Maria Luiza Nogueira, seu nome de solteira, nasceu na cidade de Campinas em 9 de fevereiro de 1883, filha de Luciano Teixeira Nogueira e Francisca de Paula Ferraz. Durante sua vida, casou-se duas vezes. Seu primeiro esposo foi Francisco José de Camargo Andrade, com quem teve 4 filhos (Francisca, Olivia, Luciano e Floriano). Seu segundo casamento foi com Antonio Pompeu de Camargo (conhecido como Totó Pompeu), gerando mais cinco filhos (Theresa, Alda, Amalia, Fernão e Cnêo).  Maria Luiza faleceu em Campinas, em 26 de agosto de 1966.

### Atuação profissional e artística

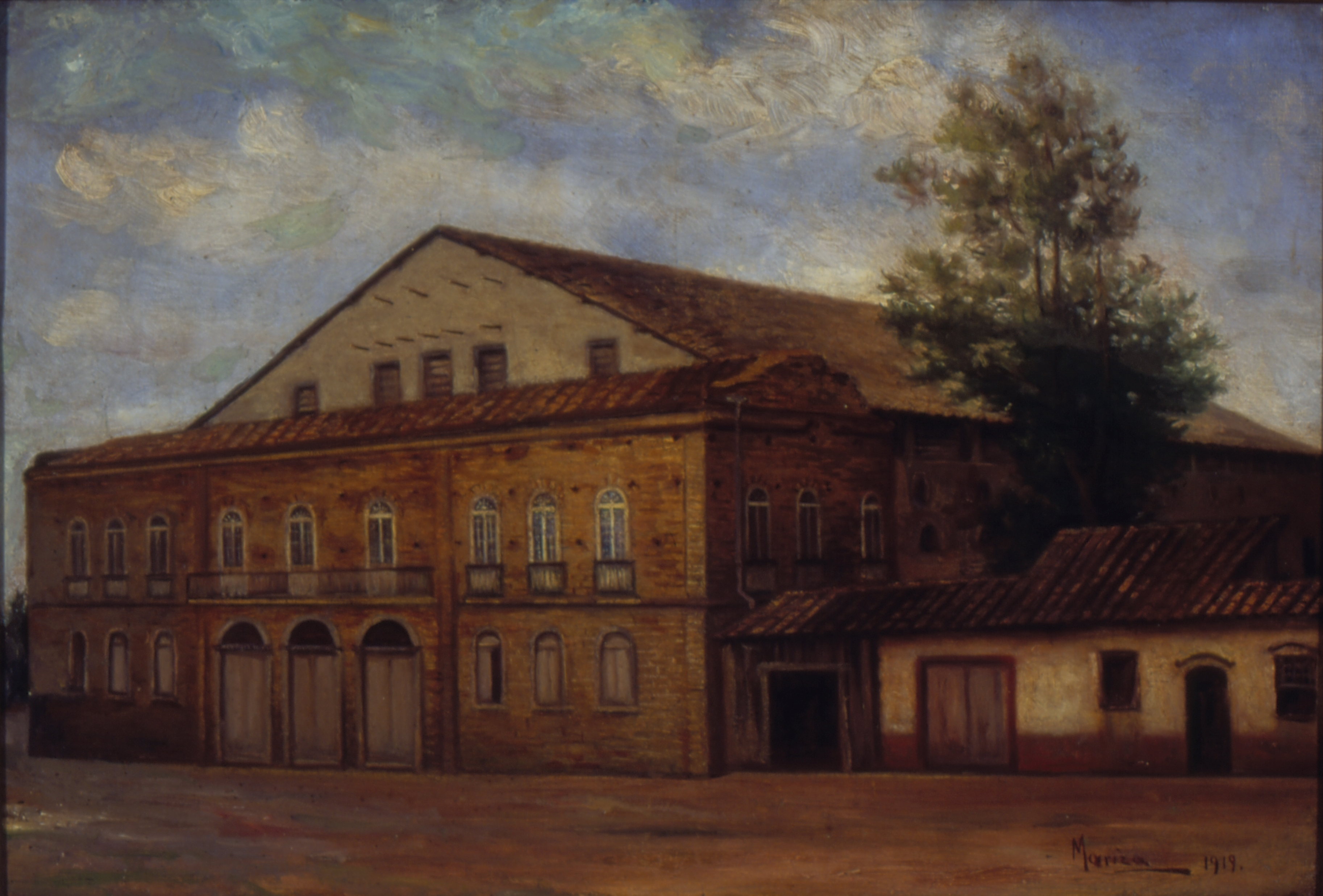
Teatro São José, 1860, Acervo do Museu Paulista da USP (1919)

A partir de 1928, Maria Luiza passou a trabalhar como professora na Escola Profissional Bento Quirino, em Campinas. Além de exercer a docência, destacou-se por seu trabalho artístico. Maria Luíza teve como professor o artista ítalo-brasileiro Alfredo Norfini e sua obra consistiu majoritariamente de pinturas de paisagem com a técnica de aquarela.
Em maio de 1920, Maria Luiza foi uma das contempladas por uma encomenda de telas do Museu Paulista e produziu uma de suas obras mais conhecidas (uma representação do Theatro São José no ano de 1880), que integra o acervo do museu até os dias de hoje. Maria Luiza participou de diversos salões de arte e exposições individuais, tendo algumas de suas telas sido premiadas com menção honrosa.  Há registros de que a artista teria realizado também uma exposição de flores artificiais e pinturas em seda no ano de 1929 no salão de exposição do Palacete Campinas.

### Legado

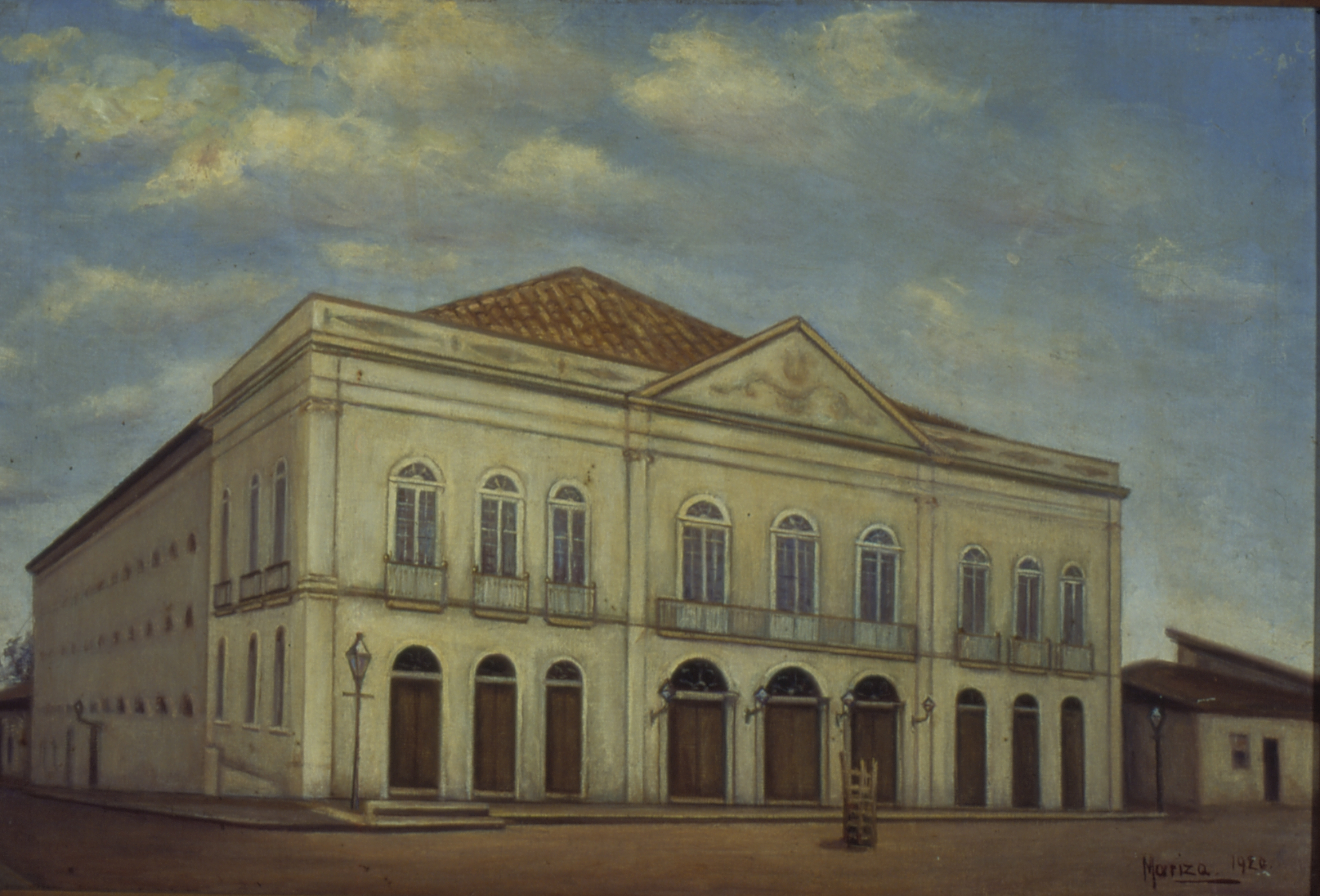
Teatro São José, 1880, Acervo do Museu Paulista da USP (1920)

Atualmente, três de seus quadros integram o acervo da Pinacoteca do Estado de São Paulo, são eles Velha figueira e duas obras sem título. Outros dois fazem parte da coleção do Museu Paulista, o Teatro São José, 1880 e o Teatro São José, 1860.
Em sua homenagem, nomeou-se uma Escola Municipal de Ensino Fundamental e uma avenida na cidade de Campinas.

## Exposições
- Exposição Geral de Belas Artes (12-08-1908: Rio de Janeiro, RJ)
- Maria Luiza Pompeu (1910: Campinas, SP)
- Exposição Geral de Belas Artes (1911: Rio de Janeiro, RJ)
- 1ª Exposição Brasileira de Belas-Artes (1911 - 1912: Liceu de Artes e Ofícios de São Paulo (Laosp))
- Maria Luiza Pompeu (1916: Casa Geny, Campinas, SP)
- 2ª Exposição Brasileira de Bellas Artes (1912 - 1913: Liceu de Artes e Ofícios de São Paulo (Laosp))
- Maria Luiza Pompeu (02/1924 : Campinas, SP)
- Maria Luiza Pompeu (01/1939 : Campinas, SP)
- 7º Salão Paulista de Belas Artes (1940: São Paulo, SP)
- Dezenovevinte: uma virada no século (1986: Pinacoteca do Estado de São Paulo)
- A Pintura em Campinas: 1830 - 1957, o academismo (1992: Campinas, SP)
- Mulheres Pintoras: a casa e o mundo (2004: Pinacoteca do Estado de São Paulo) [1]